# Fila d'Elimiotis
Fila d'Elimiotis (en llatí Phila, en grec antic Φίλα τῆς Ἐλίμειας) fou una reina de Macedònia.
Era germana de Derdes, príncep d'Elimiotis i de Macates d'Elimiotis, i va ser una de les nombroses esposes del rei Filip II de Macedònia, segons diu Dicearc de Messana.